# Institut chirurgical Jules Seeliger

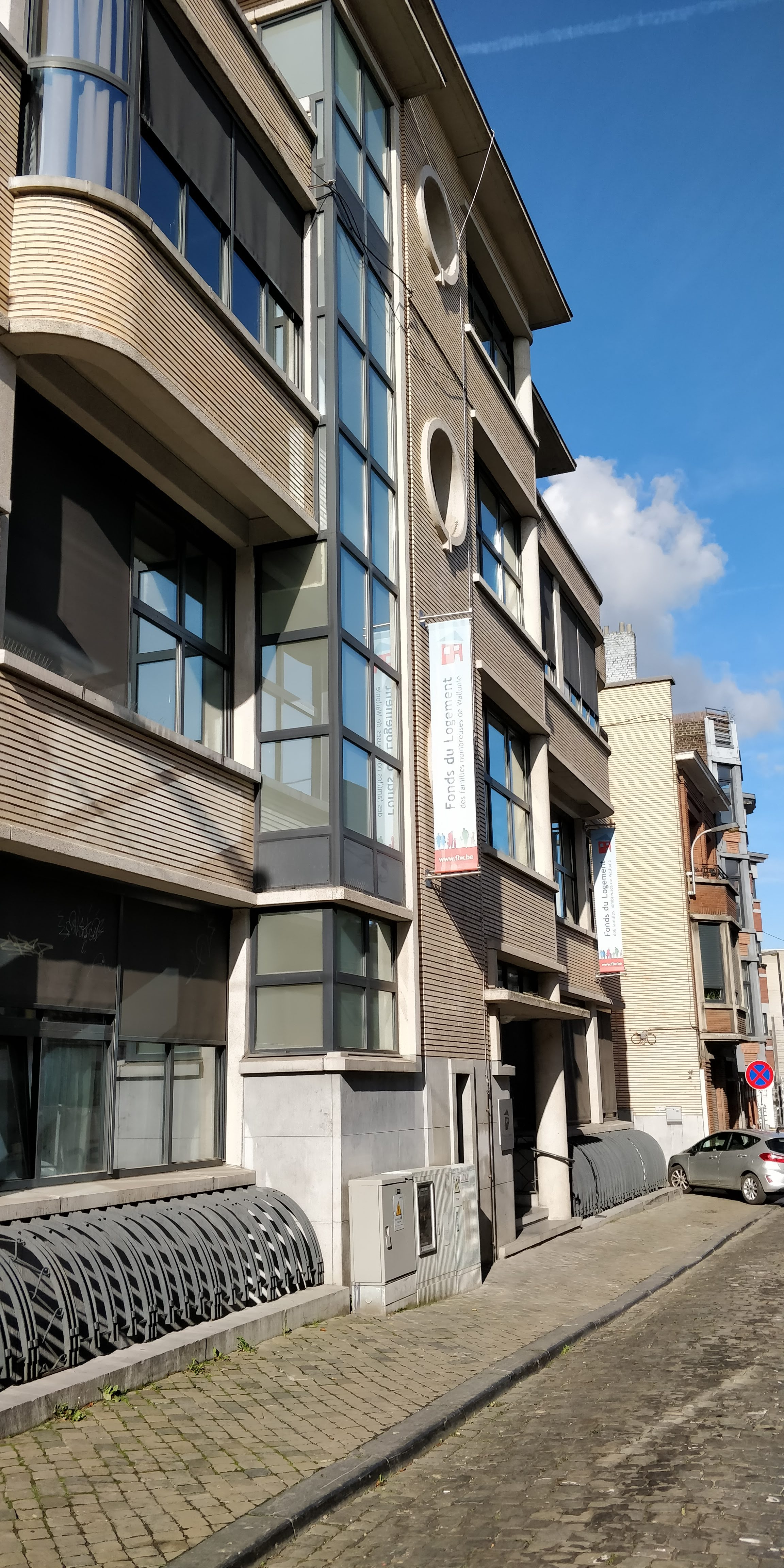
Façade de la clinique Seeliger depuis la rue Jonfosse

L'institut Chirurgical Jules Seeliger est une clinique construite par Joseph Moutschen entre 1938 et 1948. Elle est située au numéro 62 de la rue Jonfosse à Liège. 
Elle a appartenu à la Société mutuelle des Administrations publiques. La clinique avait pour but, à l'origine, de soigner les travailleurs ayant subi un accident de travail. Par la suite, les activités au sein de la clinique se sont diversifiées. La fonction principale a été de soigner les enfants des écoles de la ville. La construction a commencé en 1938 mais a été interrompue par la guerre. Elle a repris après celle-ci en suivant les plans originaux. Par la suite, le bâtiment a été récupéré par le Fond du Logement et a été rénové en 2002.

## Jules Seeliger
Jules Seeliger est un politicien belge né en 1871 et décédé en 1928. Docteur en sciences sociales et en droit, il exerce en tant qu'avocat, puis comme échevin de la ville de Liège. 
C'est un socialiste qui a fait partie du Parti Ouvrier Belge et a occupé plusieurs postes au long de sa carrière comme échevin de l'instruction publique, échevin des finances de la ville de Liège ou encore sénateur. C'est un défenseur des syndicats et des coopératives. Il fonde entre autres la société coopérative « La maison Liégeoise », pour des habitations au prix abordable. La clinique prend le nom de Seeliger en reconnaissance de son dévouement envers le socialisme.

## Joseph Moutschen
Joseph Moutschen est un architecte et urbaniste liégeois né en 1895 et décédé en 1977. 
Architecte de formation, ayant fait ses études à l'académie des beaux-arts de Liège et à l'école nationale des Beaux Arts de Paris. Il devient professeur à l'académie des beaux-arts de Liège puis en devient directeur quelques années plus tard (1948 à 1960). Il fait partie du mouvement moderniste. Il contribue aussi à des revues comme l'Équerre ou La Wallonie. 
Son architecture est sobre, ses plans sont clairs et organisés  avec un élément marquant et reconnaissable.

## Architecture du bâtiment

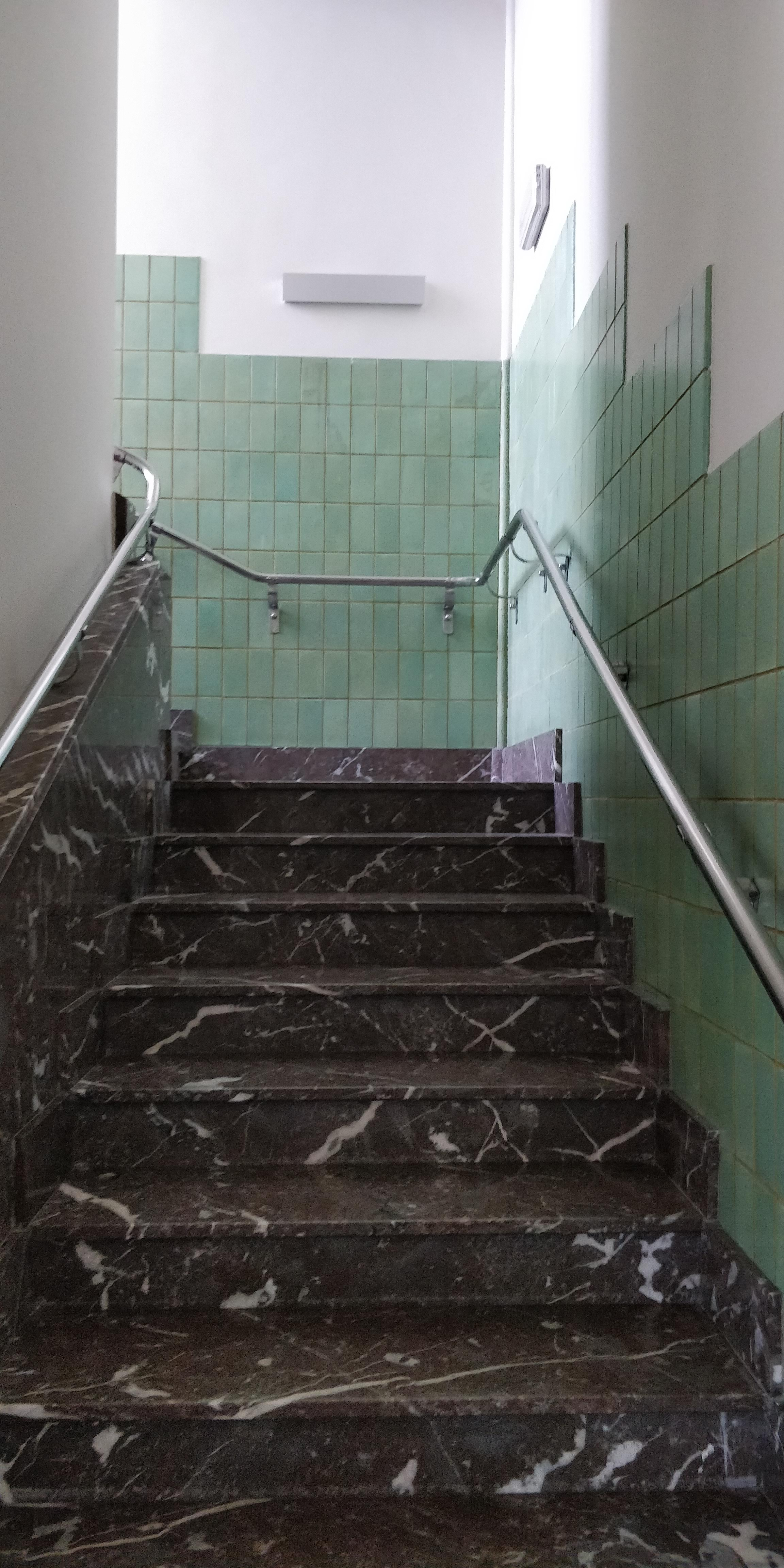
Cage d'escalier de la clinique Seeliger

La clinique est constituée de deux bâtiments distincts; le bâtiment à rue abrite les locaux administratifs, les salles d'examen, les bureaux des responsables au rez-de-chaussée. Le premier étage était destiné aux chambres, salles d'opération et infrastructures sanitaires. Le sous-sol étant réservé à la morgue. Le toit terrasse était également accessible aux patients et au personnel. Il donnait  sur une place , aujourd'hui remplacée par la piscine Jonfosse. Un deuxième bâtiment est implanté dans le fond de la parcelle, séparé du bâtiment principal par une cour. Il comprenait une habitation pour le concierge et le gérant. 

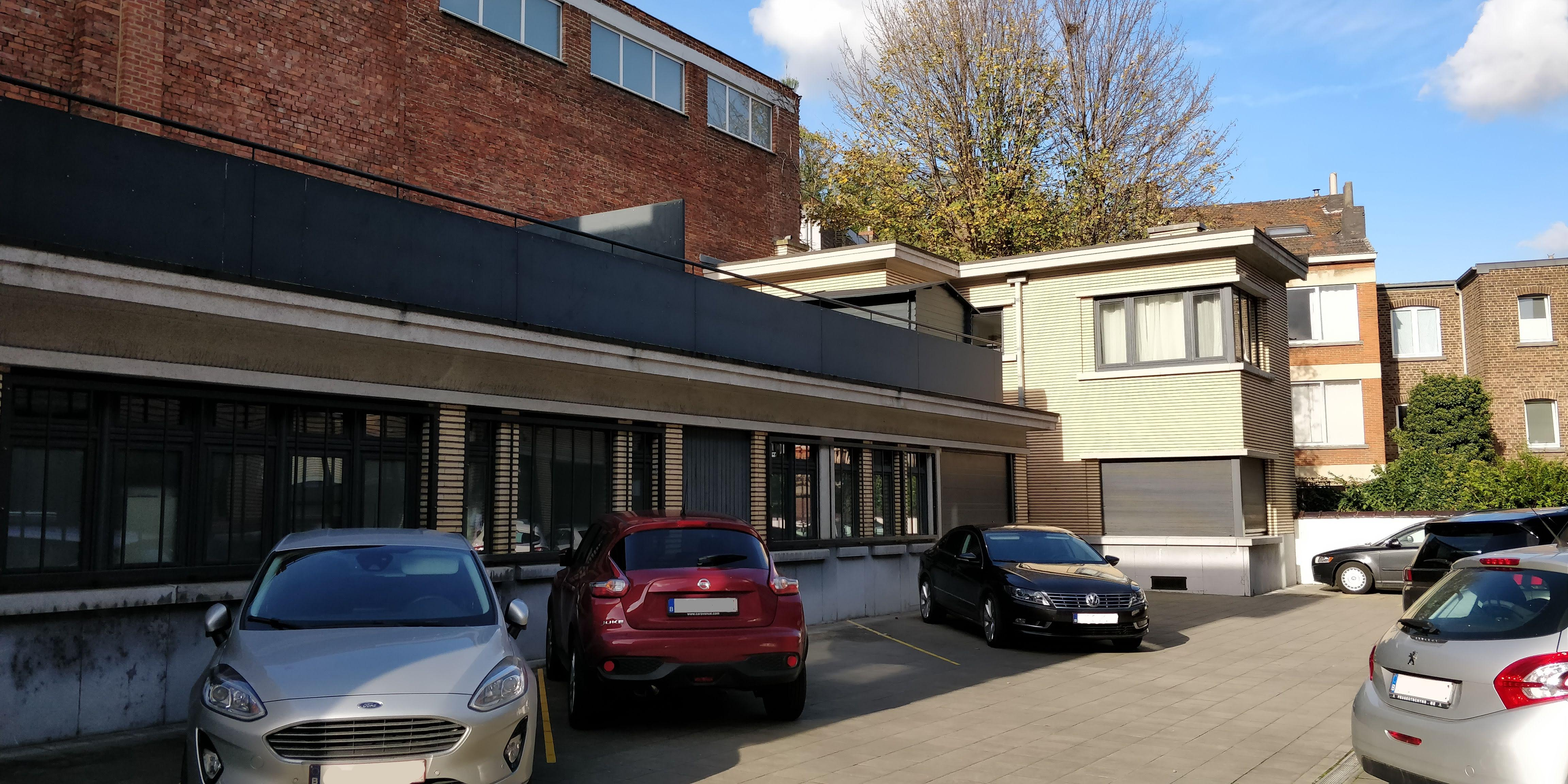

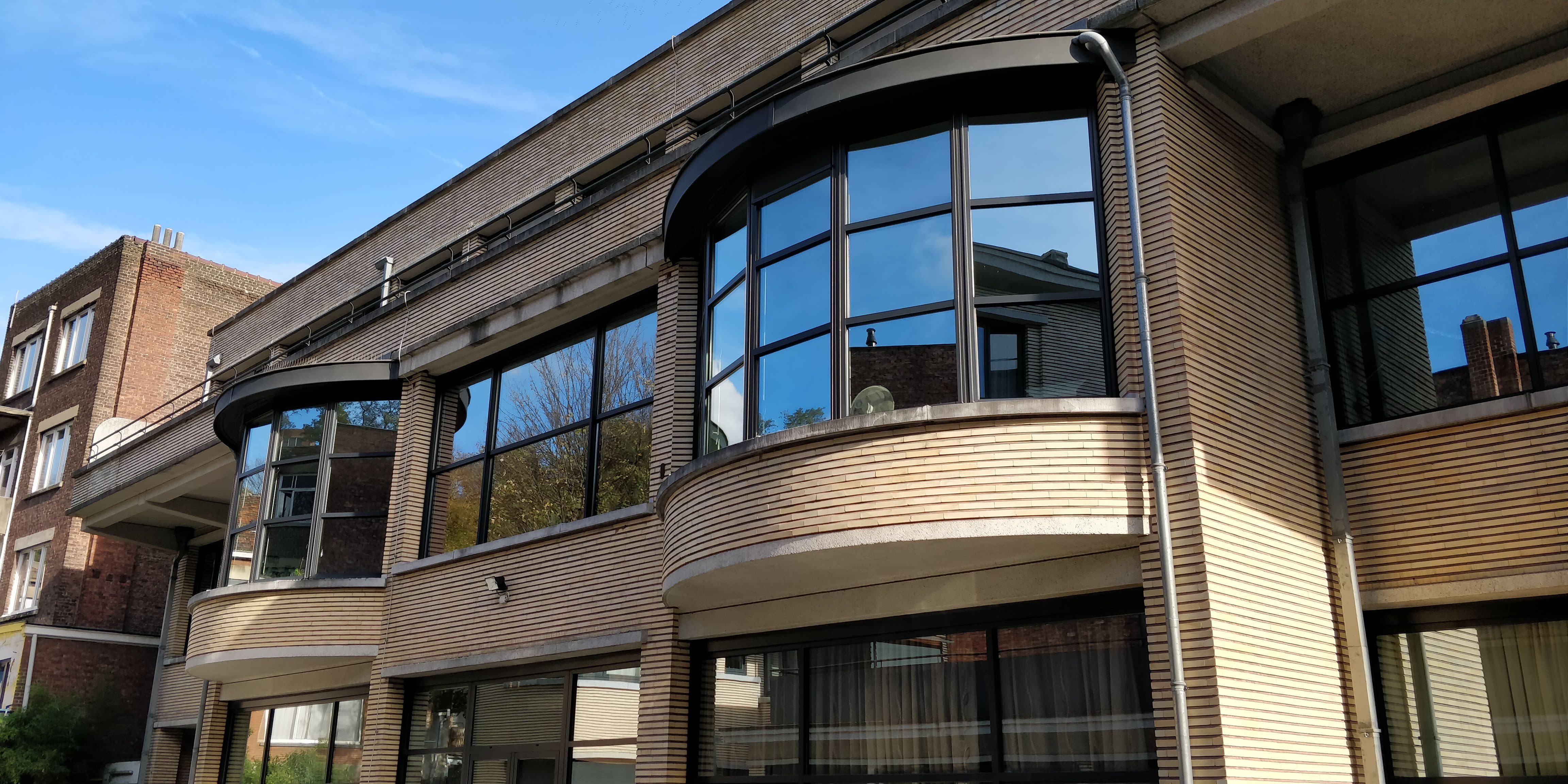

Les plans sont clairs, rationnels et fonctionnels . 
Le bâtiment est sobre mais travaillé dans les détails. Les œuvres d'art ont été commandées à des artistes liégeois d'avant-garde avec lesquels le frère de Joseph Moutchen, Jean, avait travaillé pour décorer le lycée Léonie de Waha à Liège de 1936 à 1938. 
Les matériaux utilisés sont de qualité et mélangent des matériaux industriels comme la brique du pays, du métal et du béton pour l'extérieur avec des matériaux plus nobles comme la pierre bleue, utilisée principalement pour le soubassement. À l'intérieur, nous pouvons retrouver du marbre et des carreaux de faïence assortis dans la cage d'escalier.
L'entrée est marquée par un renfoncement dans la façade et un auvent dépassant. 

### Courant architectural
La clinique est un bâtiment associé au style paquebot,ou Streamline Moderne en anglais. C'est un courant plutôt tardif de l'Art Déco, dans les années 1930-1940, inspiré par l'âge d'or des paquebots entre la fin des années 1930 et la deuxième guerre mondiale. Le concept est tout d'abord développé par des dessinateurs industriels en préférant les courbes aérodynamiques aux angles droits et des matériaux industriels comme le béton aux décors de l'Art Déco. Le bâtiment confronte l'horizontalité donnée par les briques et les surfaces courbes. Les fenêtres sont plutôt de longs bandeaux horizontaux et les courbes se retrouvent fréquemment associées aux grandes surfaces planes. Il s'associe à l'univers marin grâce aux hublots qui abritent les vitraux, la cage d'escalier vitrée, les Bow-windows de la façade arrière, les châssis métalliques ou encore le garde-corps de la terrasse. Le pavillon belge de l'Exposition universelle de Paris en 1937 est un bon exemple de ce courant revisité à la belge. C'est un style le plus souvent utilisé dans des bâtiments étant reliés aux modes de transports comme des gares, des aéroports, les maisons de style paquebot sont plus rares. C'est un mouvement qui a été populaire dans les designs de voitures, avions ou de l'électroménager.  

### Hygiénisme
Le mouvement hygiéniste est un courant de pensée  du XXe siècle qui stipule que l'amélioration des conditions de vie entraîne une amélioration de la santé. Il implique un assainissement des villes et une amélioration des conditions d'hygiène en général pour une amélioration de qualité de vie et de la santé. Le mouvement hygiéniste en architecture est donc à la recherche  de nouvelles architectures prenant en compte les découvertes scientifiques et sanitaires récentes. 
En architecture, cela se traduit par une facilité de nettoyage comme par exemple les carreaux de faïence vers d'eau que l'on peut retrouver dans les espaces d'accueil et la cage d'escalier ou la main courante métallique. .  
Il était important que les hôpitaux soient moins froids et plus accueillants afin de procurer un effet positif sur l'état des patients. L'idée principale était de procurer un soin tant psychologique que physique. 

#### Importance de la lumière dans le traitement
La lumière étant considérée comme vitale dans les soins et pour la santé des patients. Le bâtiment est de ce fait abondamment éclairé par de nombreuses fenêtres et les pièces sont généralement claires et lumineuses. Les patients avaient également à disposition une terrasse afin de prendre l'air et le soleil. Cette mesure s'inscrivait dans l'esprit des sanatoriums et dans l'idée hygiéniste.

## Œuvres d'art

### Les trois vitraux des œils de bœuf  par  Edgar Scauflaire
Aussi connu sous le pseudonyme de Jean Hibou avec lequel il signait ses critiques d'art, Edgar Scauflaire est un peintre et graphiste liégeois qui exerce principalement durant la première moitié du XXe siècle. Le style de son œuvre peut être décrit comme un mélange de cubisme et d'Art déco il a surtout été actif à Liège.  
Les cartons des vitraux de la clinique Seeliger ont été dessinés par Scauflaire et ceux-ci ont été réalisés par O. Condez. Ce sont trois occuli situés à chaque palier de l'escalier principal et donnant sur la rue. Ceux-ci sont donc bien visibles et marquent les étages sur la façade. Ils traitent tous les trois de la maternité avec une certaine naïveté et sur chacun d'entre eux, nous pouvons voir un enfant dans les bras d'une femme dans un décor végétal. Les vitraux sont très détaillés et traités avec finesse.     

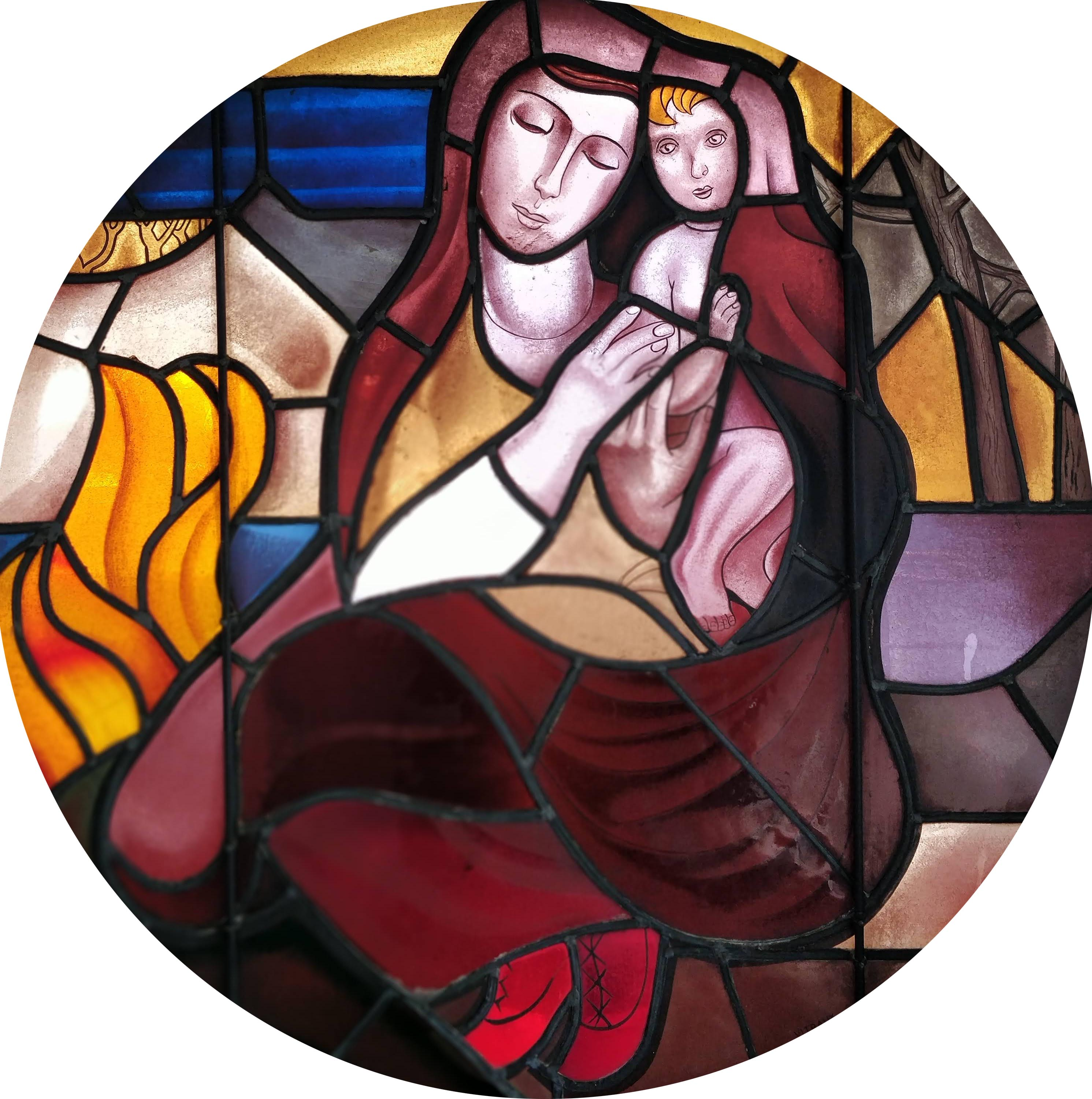
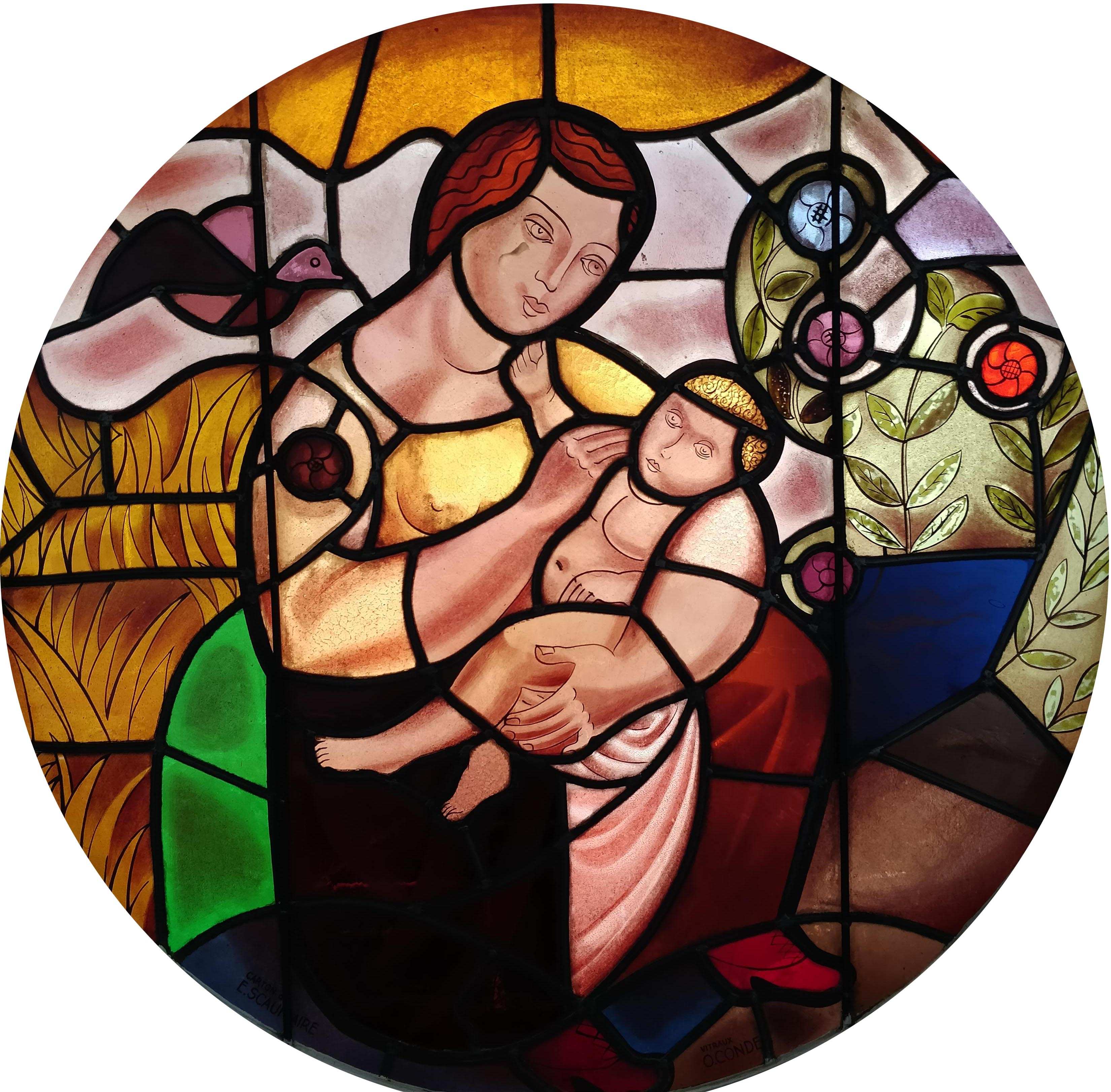
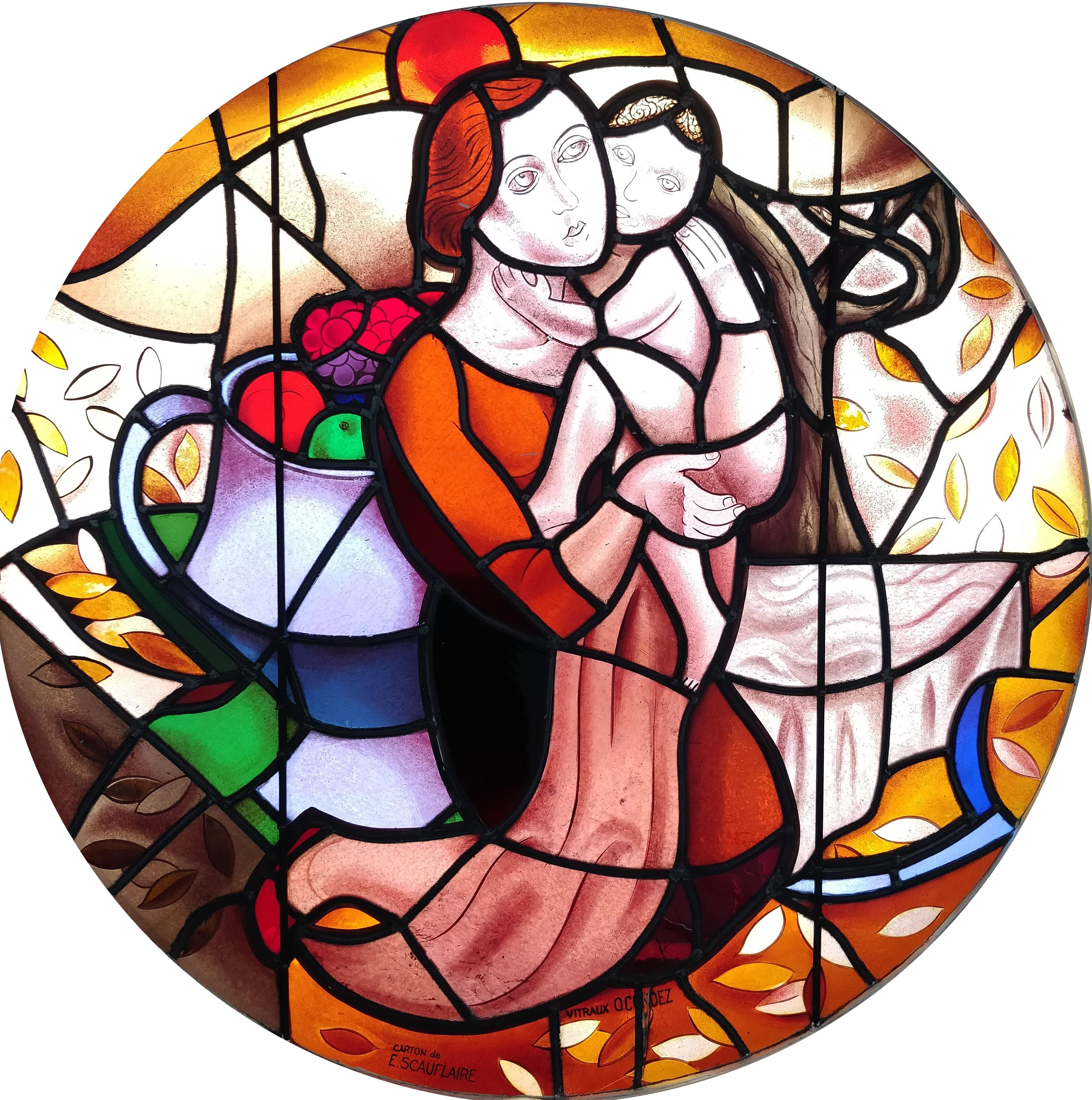

### Bas relief par Louis Dupont
Louis Dupont est un sculpteur belge né en 1886 et décédé en 1967. Il étudie le dessin à l'Académie des beaux-arts de Liège puis s'oriente vers la sculpture. Il a réalisé de nombreuses sculptures dont un bas-relief qui se trouve actuellement dans l'entrée côté cour de la clinique. Ses œuvres les plus connues sont le Monument national de la Résistance inauguré à Liège en 1955 et le bas-relief du lycée Léonie de Waha en 1937. Son matériau de prédilection est le marbre blanc mais il travaille aussi la pierre de Vinalmont.

### Fresque par Fernand Steven

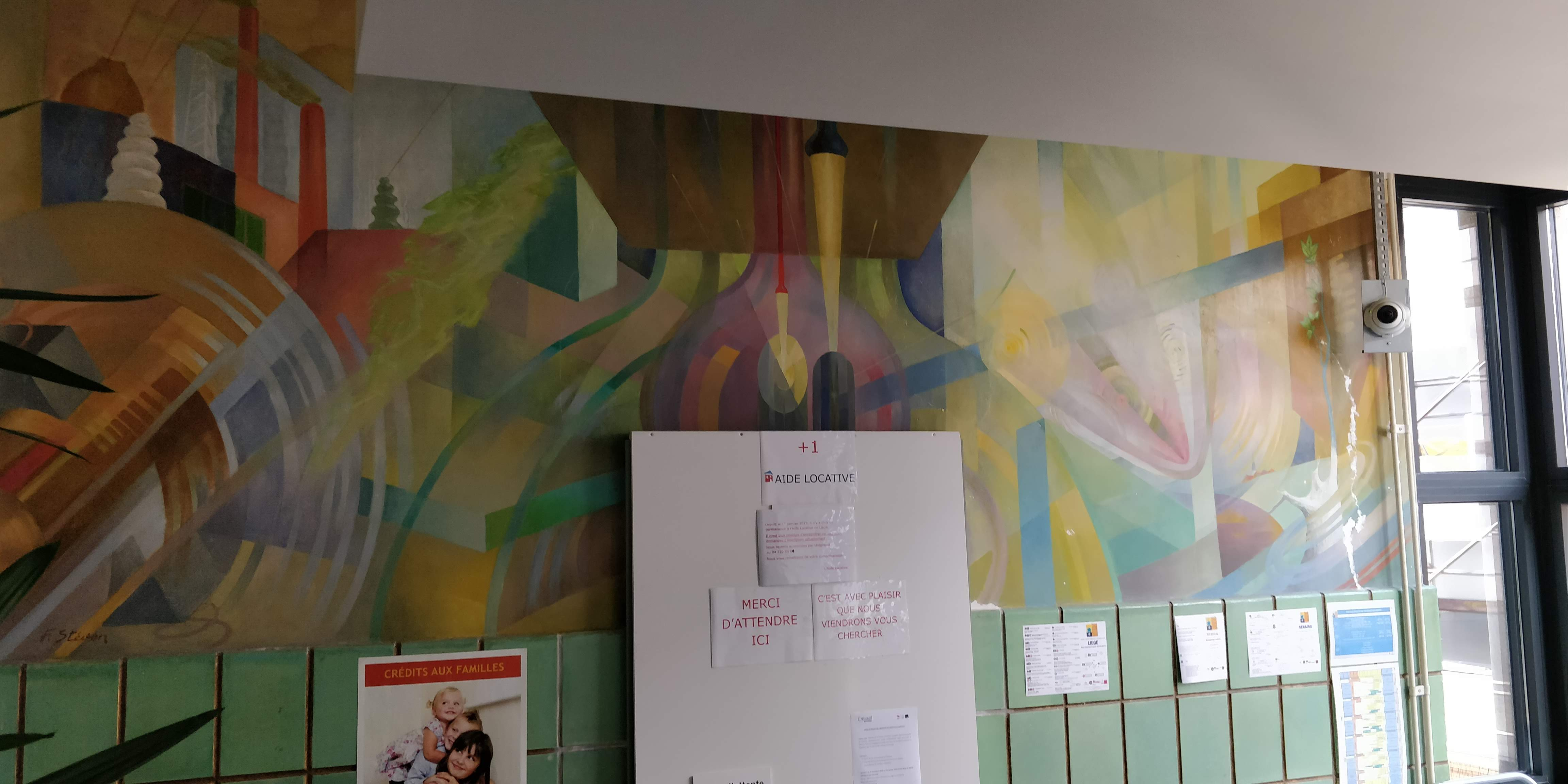
Fresque de Stevens

Fernand Stevens est un peintre belge de la première moitié du XXe siècle ayant reçu son diplôme de l'Sculptures à Liège#Monument national à la Résistance, il y a également enseigné. Il a fait partie du groupe d'Art Moderne ainsi que de l'Equerre, revue dans laquelle Joseph Moutschen écrivait des articles. Il est considéré comme l'un des seuls peintres futuristes de Liège et a une certaine tendance à l'abstraction.
En 1938 il réalise la fresque qui se trouve sur le palier du premier étage de la clinique, actuellement la salle d'attente des Fonds du Logements. Celle ci fait 5m40 sur 1m87;
La fresque a été analysée et restaurée dans le cadre d'un travail de fin d'année par Gudrun Ojasalu en 2010.

## Rénovation de 2002
Afin d'aménager le bâtiment pour accueillir les bureaux du Fonds du Logement au premier étage, le bâtiment a été rénové et celui-ci a retrouvé une seconde jeunesse. Une deuxième cage d'escalier a été implantée afin de permettre une circulation interne dans les bureaux. La fresque a été restaurée ainsi que le bas-relief. Au rez-de-chaussée se trouvent à présent des logements ainsi que dans le bâtiment arrière. 